# Marius Sandberg
Marius Diederik Christoph Sandberg (* 5. September 1896 in Padang, Niederländisch-Indien; † 19. März 1986) war ein niederländischer Fußballspieler.
Der Sohn eines niederländischen Infanterieoffiziers kam auf Sumatra zur Welt; die Familie zog jedoch noch vor seinem elften Geburtstag in die Niederlande, wo seine Mutter 1907 starb.
In den 1920er Jahren spielte Sandberg beim HVV Den Haag Fußball. Im Jahr 1926 wurde er mehrmals in den Kader der Nationalmannschaft berufen. Beim 5:0-Sieg gegen die Schweiz am 28. März saß der Mittelfeldspieler noch auf der Bank, doch drei Wochen später gab er mit fast 30 Jahren in Düsseldorf bei der 2:4-Niederlage gegen die Gastgeber aus dem Deutschen Reich sein Debüt in Oranje. Auch am 2. Mai stand er in Amsterdam gegen Belgien in der Startformation; die Elftal verlor 1:5. Noch einmal durfte er mit der Mannschaft reisen, zum folgenden Match in Kopenhagen gegen Dänemark, musste jedoch nunmehr erneut auf der Bank Platz nehmen. Weitere Einladungen durch die Auswahlkommission des KNVB erhielt er nicht.